# Ocadia sinensis
Ocadia sinensis är en sköldpaddsart som beskrevs av den brittiske zoologen Gray 1834. Ocadia sinensis ingår i släktet Ocadia och familjen Geoemydidae. Inga underarter finns listade i Catalogue of Life.
Arten förekommer i sydöstra Kina, i Vietnam och på Taiwan. I Kina ligger utbredningsområdet i provinserna Fujian, Guangdong, Guanxi, i låga delar av Hainan och i Zhejiang. Sköldpaddan når ibland 300 meter över havet och den hittas främst vid vattendrag i träskmarker. På Hainan hittades nest med 2 till 20 ägg med en vikt ab 6 till 10 g i februari. Nykläckta ungar i fångenskap hade en vikt av ungefär 6,5g och skölden hade en diameter av ungefär 32 mm.
Exemplar fångas och hölls som sällskapsdjur eller de används ibland som matkälla. Ett annat hot är torrläggningar av våtmarker. IUCN kategoriserar arten globalt som akut hotad.